# 遅咲き
遅咲き（おそざき）は、成功・有名になるまでに長い期間を要すること、またはその人。
原義は開花時期の遅い花（主に桜）。

## 概要
多くの職業・スポーツ・カルチャーにおいて大成した人物について言えば、比較的早い時期から台頭する人物や、長い期間を掛けて頭角を顕す人物など、その才能が開花し活躍する時期は様々である。
その中でも、特に「遅咲き」と呼ばれる人物のタイプには大別して、
1. デビューそのものが遅い
2. デビューは決して遅くないが、デビュー当初は不振あるいは不遇で、売れ出すまでに時間がかかる
3. デビューの時期にかかわらず、高い年齢の時に華々しい活躍をする

の3種類に分けられる。
一般的にアスリートやモデルは肉体的な若さが重要となるためデビューが早く、これらの職種においては20代半ばに達してからのデビューは「遅咲き」と言われることになる。
一方で小説家などでは高齢でのデビューも多く、1990年代以前におけるライトノベルの様な新興ジャンルを別にすれば40代や50代でのデビューでも遅咲きとは言えない。

## 漫画家
出版流通に乗る漫画雑誌における漫画家は一般的に20代でのデビューが多く、少年漫画・少女漫画では、30歳を過ぎてデビューした漫画家は遅咲きと言える。ただし近年は同人活動のキャリアが長い者や、アシスタントやイラストレーターを長く続けたあと漫画の執筆に乗り出す例も多くなり、青年漫画や女性漫画では30歳過ぎの漫画雑誌へのデビューも一般的になっている。
デビューそれ自体が遅かった漫画家としては、青木雄二（デザイン会社経営を経て45歳でデビュー）が挙げられ、売れたのが遅かった漫画家としては、水木しげる（紙芝居作家、貸本漫画家としての不遇の時代が長く、ヒット作を出したのは40歳を過ぎてからである）ややなせたかし（漫画が本業だったが詩人として先に名を知られ、『アンパンマン』が売れ出した時点で60歳近かった）などのケースがある。
なお、漫画原作者については、漫画家や編集者からの転向、もしくは他分野からの転身が多く、構成力や資料の収集・分析などの経験と能力が求められるため、デビューが遅いことが恒常的で、10代など若年でのデビューは少ない。

## アスリート
一般的なスポーツのアスリートはそのピーク時期には限りがあるため、遅咲きのアスリートは活躍期間が短くなる傾向がある。その分、太く短いが鮮烈な印象を残すことが多い。
競技にもよるが、スポーツ選手は概ね20代半ばから30代前半のあたりで選手としての能力のピークを迎えることが多いが、その競技で平均的な範囲よりも高い年齢で競技成績がピークに到達したり、その年齢になって初めて全国大会や国際大会など最上位クラスの大会への出場を果たせる様になった選手は「遅咲き」と評されやすい傾向にある。また、たとえ選手としての旬が多少早くとも、才能の発掘が遅れたり、そもそも競技を始めた年齢が比較的遅い人物を指しても「遅咲き」という表現が使われる場合もある。
ただ、「遅咲き」という表現が使われる対象は競技によって異なり、フィギュアスケート・新体操のように選手として大成してもピーク年齢が総じて早い種目、大相撲・プロ野球・サッカーのようにプロカテゴリでの淘汰は激しいが大成した者の多くがある程度の年齢までトップカテゴリで選手活動を継続できる種目、モータースポーツのように少なからぬ選手が限界年齢まで競技への継続参戦が可能な種目で、それぞれ「早熟」「遅咲き」と呼ばれる年齢層は異なる。また、アメリカンフットボールの様に社会人チーム・プロチームに入る選手の大半が大学卒（ないし大学中退）という特性を持つ種目や、ゴルフ・射撃のように多くの中年選手が第一線で活躍している種目、日本におけるゲートボールのように「高齢者のスポーツ」というイメージが定着している種目においては、そもそも「遅咲き」の語彙自体が異なってくる。
一方、競技ジャンルによっては「遅咲き」が示す年齢が年代とともに変遷する場合もある。その典型例がモータースポーツ（特に4輪）である。かつて庶民にとって自動車が高嶺の花であった時代には、富裕層の子弟という出自の人物を別にすれば、まず社会に出て働き、運転に必要な資格（免許やライセンス）を取得し、その後にモータースポーツの世界に足を踏み入れる者が一般的であった。対して、現在では幼少期から親の物心両面の支援の下でカートに参戦しフォーミュラ1などのトップカテゴリを目指すのが主流となっている。2000年代以降のトップカテゴリのレーサーにあっては自国の運転免許の取得可能年齢に到達する前に既に下位カテゴリで事実上のプロレーサーとして活動していた者も少なくなく、今日においては運転免許取得後、さらにいえば社会人になって独力で運転免許を取得してから初めてモータースポーツの世界に足を踏み入れてその後プロレーサーとしてトップカテゴリに上り詰める様な選手は、むしろ「遅咲き」の範疇となる。
また、元々活躍していた人物が指導者としても活動する様なベテランとなった年齢になって改めて高い結果を出した場合も、「遅咲き」という表現が使われることがある。例として山本博は41歳にしてオリンピックで銀メダルを獲得し「中年の星」と賞賛されたが、そもそも山本は21歳のときにオリンピックで銅メダルを獲得した経歴の持ち主であり、以降20年後にメダルを再獲得するまで常に日本国内の一線級の選手として活躍していた。
国籍によっては、自国に徴兵制度があるため、選手としての養成を少年期から受けていても、所定期間の兵役の義務を終えてからでなければ本格的な競技活動に入りにくい、あるいは兵役に付くため競技活動を中断しなければならないという場合も見られ、結果として全体的に遅咲き傾向になる場合もある。

## 芸能人
かつての演芸の世界の人材育成は徒弟制度そのものであり、お笑い芸人を目指す者は付き人として目上の芸人の下で長期間の下積み経験と修業を重ねるのが当然であるかの如き風潮が存在した。そういう点では遅咲きの方が一般的で、下積みや付き人の経験がほとんどないまま若くして売れっ子になる早咲きの人物は相当の異才であったといえる。また、前座としての初舞台そのものは早くても、一線級のタレントとして扱われる様になるまでに長期間を要した人物も枚挙に暇がない。
しかし、1980年代以降、若くしてレギュラー番組を持つようになったとんねるずやダウンタウン、近年ではキングコングやオリエンタルラジオ等の登場や、従来の徒弟制度からは基本的に切り離された養成所という形で即戦力を育成することを目的にした吉本総合芸能学院の出身者が業界を席巻したことによりその概念も薄れつつある。また、近年のお笑いブームにおいては、お笑い芸人においても笑いとルックスが同時に求められる傾向が強まり、吉本系のみならずとも尚更に前記のような現象に拍車をかけている。他方で、遅咲きの異才の例としては、九州で複数の職業を転々とし、山下洋輔や赤塚不二夫らに見出されて30歳で芸能界に足を踏み入れたタモリが知られている。
アイドル歌手全盛期のアイドルタレントは遅咲きとは逆にトップに躍り出るまでの期間の短さが重要視された。この場合は「鮮度」、すなわち歌手デビュー（=芸能界デビュー）からランキング歌番組の上位の常連となるまでの期間の短さ・発売したシングル曲の少なさが成功のための鍵であるとされていたが、アイドル全盛期の柏原芳恵は初のベスト10入りするまでに7曲、同様に石川ひとみは10曲を要している。
ミュージシャンにおいては女性ソロアーティストのメジャーデビューは10代後半だが、演奏技術に一定の完成度が求められるロックグループは20代前半が最も多い。それ以降は比較的遅咲きと目されることが多い。もっとも、60年代から70年代の欧米のロックグループのメンバーの平均デビュー年齢は23.5歳であるが、ストラングラーズのジェット・ブラック（デビュー時37歳）のような遅咲きのロックミュージャンは1970年代から存在した。また、欧米でも日本でもロックの若者文化としての性格が薄れていった1990年代以降は、その才能次第ではあるが、三十代目前あるいは三十代入りして、ようやくプロミュージシャンとして一本立ちできる者や、メジャーレーベルとの初契約が成るという者もそれほど珍しいものとはいえなくなっている。ただし、CD不況以降はメジャーレーベルとインディーズ、さらに言い換えれば音楽一本で生計を立てているプロと音楽以外にも生計を立てる為の収入を持つセミプロの境界線が曖昧になってきている一面もあり、そもそもプロミュージシャンという概念自体について一概な事は言いにくくなっている面がある。
作曲家等のクリエイター部門においては普通のミュージシャンよりもデビューが遅い者が多く、令和では30代・40代で活動を始める者も多い。
遅咲きの俳優は演技力に優れている場合が多いとされているがそうでない場合もある。逆に演技力とはまた別の形で年齢と共に固有のキャラクター性に対する評価が得られ、個性派の俳優やタレントとして才能が開花する場合もある。極端な例としては1980年代に、それまで半世紀以上を脇役として過ごしていたところ、80歳を超えてから突然に「おばあちゃんアイドル」としてバラエティ番組を中心に人気を博した浦辺粂子が挙げられる。また外国では45歳で初ブレイクしたマ・ドンソク等が存在する。
テレビアニメ・洋画の吹き替えなどで声を当てている声優については、一般的には高校や大学の卒業後にさらに声優養成所に通い卒業してから事務所に所属し、幾つもの番組のオーディションを受けてその中で採用されての出演であり、その様な経緯を辿った人物はほとんどが20代でのデビューとなる。デビュー後の数年間は脇役やがやとして下積みのキャリアを積むことも多く、多くは初めてテレビアニメで主役級・準主役級のキャラクターを配役されサブカルチャーの分野で知名度が大きく伸び始めた時点で20代半ばから後半、場合によっては30代に入ってからとなるなど、本質的に遅咲きの業界体質ということがいえる。さらには、若本規夫の様に30歳目前に声優となったが長く雌伏の時期を過ごし、50代も半ばになってから突然個性が評価されて人気となり急激に出演が増えた例もある。児童劇団所属や子役から声優業に転じた者、「ジュニア声優部門」など声優事務所が十代前半の者を対象に開講している養成部門の在籍中に抜擢を受けた者、メディアミックス関連企業が主催する公開オーディションイベントの上位入賞などといった経緯で声優業界に入った者などには、十代から主役級の役を得て活躍する「早咲き」となる者も見られるものの少数例の範疇である。

## 類義語・対義語
- 蛍雪の功 …遅咲きを示す故事
- 大器晩成・晩生
- 早熟・早生・早成